# Etiopía en los Juegos Mundiales de Breslavia 2017
Etiopía fue uno de los 102 países que participaron en los Juegos Mundiales de 2017 celebrados en Breslavia, Polonia.
Etiopía participó en el evento con un único atleta, y no logró ganar ninguna medalla.

## Ju-Jitsu
| Masculino              |               |                 |       |                               |       |           |           |           |           |           |           |           |
| Yared Nigusse Dechassa | 62 kg Ne-Waza | # jedrzej Loska | 100:0 | # Joao Carlos Hiroshi Kuraoka | 100:0 | Eliminado | Eliminado | Eliminado | Eliminado | Eliminado | Eliminado | Eliminado |